# Kleinpelsen
Kleinpelsen ist ein Ortsteil der Stadt Leisnig im Landkreis Mittelsachsen. 1925 hatte der Ort 86 Einwohner. 1938 wurde er nach Börtewitz eingemeindet, 1991 gehörte er zu Bockelwitz, und ging 2012 mit diesem nach Leisnig.

## Geschichte
Das Dorf Kleinpelsen ist sorbischen Ursprungs, erkennbar an der Tatsache, dass es noch 1403 Wachkorn ins Vorwerk Tragnitz liefern musste, eine Abgabe, die wohl alle Dörfer zu liefern hatten, die vor der Bildung des Burgwards Leisnig entstanden waren.
1306 wird das Dorf Belsin minus an die Pfarrkirche in Bockelwitz gewiesen.
1378 hatte Kleinpelsen jährlich 16 Scheffel Korn und dasselbe in Hafer an das castrum Leisnig zu liefern.
1548 nennt das Amtserbbuch von Kloster Buch zu Kleinpelsen „5 besessene Mann, darunter 1 Pferdner, die sind alle dem Kloster Buch lehen- und zinsbar“ mit 8 Hufen. Das Obergericht gehörte ins Amt Leisnig, das Erbgericht ins Amt Klosterbuch. 
Der Ort war bis 1306 nach Altleisnig gepfarrt, danach nach Bockelwitz, nach der Reformation nach Börtewitz.